# Перепелиця смугаста
Перепелиця смугаста (Philortyx fasciatus) — вид куроподібних птахів родини токрових (Odontophoridae).

## Поширення
Ендемік Мексики. Його ареал охоплює південну частину штату Халіско та східну частину штату Коліма, центральний пояс штатів Мічоакан та Пуебла, південно-західну область штатів Мехіко та Морелос, значна частина штату Герреро, де ареал сягає Тихого океану. Живе в посушливих та напівпустельних умовах, надає перевагу місцям, вкритим кущовою рослинністю та високою травою. Він також трапляється в оброблюваних районах, оточених лісом. Живе на висотах від 0 до 1500 метрів над рівнем моря.

## Опис
Птах вагою 115—160 г і завдовжки 18-21 см. Він має чорний, короткий і міцний дзьоб; порівняно довгі ноги та хвіст. Оперення коричневого кольору. На голові є темно-коричневий колір з чорними та білими поперечними смугами. Горло біле.